# Episodi di Dalziel and Pascoe (nona stagione)
Lista degli episodi della nona stagione della serie televisiva Dalziel and Pascoe.
| N° | Titolo originale        | Titolo italiano | Prima TV UK      | Prima TV Italia |
| -- | ----------------------- | --------------- | ---------------- | --------------- |
| 1  | Heads you Lose - Part 1 |                 | 30 gennaio 2004  |                 |
| 2  | Heads you Lose - Part 2 |                 | 31 gennaio 2004  |                 |
| 3  | Dead Meat - Part 1      |                 | 6 febbraio 2004  |                 |
| 4  | Dead Meat - Part 2      |                 | 7 febbraio 2004  |                 |
| 5  | The Dig - Part 1        |                 | 13 febbraio 2004 |                 |
| 6  | The Dig - Part 2        |                 | 14 febbraio 2004 |                 |
| 7  | Dust Thou Art - Part 1  |                 | 20 febbraio 2004 |                 |
| 8  | Dust Thou Art - Part 2  |                 | 21 febbraio 2004 |                 |